# Gerhard Rodax
Gerhard Rodax (Tattendorf, 29 de agosto de 1965 – perto de Traiskirchen, 16 de novembro de 2022) foi um futebolista austríaco. Competiu na Copa do Mundo FIFA de 1990, sediada na Itália, na qual a seleção de seu país terminou na 17.º colocação dentre os 24 participantes.

## Morte
Rodax morreu em 16 de novembro de 2022 depois de ser atropelado por um trem perto de Traiskirchen.

## Prêmios individuais
- Futebolista Austríaco do Ano: 1989
- Artilheiro do Campeonato Austríaco: 1990 (35 gols)[4]